# Skating Club de la Région Audomaroise Saint-Omer
Lo Skating Club de la région audomaroise è un club di hockey su pista avente sede a Saint-Omer in Francia. Nella sua storia ha vinto 12 campionati nazionali e 7 Coppe di Francia. La squadra disputa le proprie gare interne presso la Salle des Sports du Brockus, a Saint-Omer.

## Palmarès

### Competizioni nazionali
- Campionato francese: 12

1990-1991, 1991-1992, 1992-1993, 1993-1994, 2000-2001, 2005-2006, 2008-2009, 2012-2013, 2019-2020, 2021-2022, 2022-2023, 2023-2024
- Coppa di Francia: 7 (record)

2004-2005, 2009-2010, 2011-2012, 2016-2017, 2017-2018, 2018-2019, 2022-2023